# اسنپ‌چت
اسنپ‌چت (به انگلیسی: Snapchat) یک اپلیکیشن ارسال و دریافت تصاویر مخصوص سکوی تلفن همراه از شرکت اسنپ‌اینک. است که توسط ایوان اشپیگل و بابی مورفی از دانشجویان دانشگاه استنفورد بنیانگذاری و توسعه داده شده‌است. با استفاده از این برنامه، کاربران می‌توانند عکس گرفته یا ویدئو ضبط کنند و سپس به آن‌ها متون یا نقاشی اضافه و آن‌ها را به لیستی از دریافت کنندگان مشخص شده ارسال کنند. این تصاویر و ویدئوها اصطلاحاً اسنپ نامیده می‌شوند. کاربران می‌توانند یک محدوده زمانی را مشخص نمایند که فقط در طی آن، دریافت کنندگان می‌توانند تصاویر را مشاهده کنند. پس از به پایان رسیدن این محدوده زمانی، این تصاویر از دید دریافت کنندگان مخفی شده و از سرورهای اسنپ چت نیز حذف می‌شوند. از ماه نوامبر ۲۰۱۳ این محدوده زمانی می‌تواند بین ۱ تا ۱۰ ثانیه انتخاب شود.
در اواخر سال ۲۰۱۵ میلادی اسنپ چت بالاترین طبقه یکی از برج‌های بلوار Abbot Kinney در ونیز، لس‌آنجلس را با قراردادی ۵ ساله با مبلغ ۲۵ هزار دلار در ماه به تصاحب خود درآورد.

## دسترسی
هم‌اکنون این اپلیکیشن فقط برای تلفن همراه عرضه شده‌است و سیستم عامل‌های اندروید و آی‌اواس پشتیبانی می‌شوند.

## عینک
در مهر ۱۳۹۵ شرکت اسنپ‌اینک اعلام کرد که به زودی اولین ابزارک (گجت) خود را که یک عینک آفتابی دوربین دار است، با قیمت ۱۳۰ دلار روانه بازار می‌کند. دوربین روی این عینک‌ها می‌تواند ویدئوهای ۱۰ ثانیه‌ای ضبط کند. ویدئویی که دوربین روی این عینک ضبط می‌کند مستقیماً به اپلیکیشن اسنپ‌چت منتقل می‌شود. همچنین لنز این دوربین بازتر از دوربین گوشی‌های هوشمند معمول است و زاویه ۱۱۵ درجه را پوشش می‌دهد.

## بهترین شبکه اشتراک تصاویر جهان
نتایج تازه‌ترین رتبه بندی در انجمن فناوری بریتانیا نشان می‌دهند که اسنپ‌چت، پس از اینستاگرام محبوب ترین شبکه می باشد

## دونالد ترامپ
پس از کشته شدن جورج فلوید و اعتراضات به آن، اسنپ‌چت در ۴ ژوئن ۲۰۲۰ اعلام کرد که تبلیغ حساب کاربری دونالد ترامپ، رئیس‌جمهور ایالات متحده آمریکا، را به دلیل ترویج خشونت، متوقف می‌کند. یعنی پست‌های دونالد ترامپ تنها برای کسانی که به‌طور مستقیم حساب کاربری او را جستجو می‌کنند قابل دیدن خواهد بود و دیگر در بخش «کشف» اپلیکیشن دیده نخواهد شد.
این تصمیم در واکنش به گفته دونالد ترامپ بود که: «اگر معترضان محدوده حفاظتی کاخ سفید را نقض کنند، از سگ‌های شرور و سلاح علیه آن‌ها استفاده خواهد شد».

## توسعه دهندگان اصلی
- دنیل اسمیت
- لئو نوح کتز
- دیوید کراویتز
- بابی مورفی
- ایوان اشپیگل